# Maria Grigorievna Skuratova-Belskaja

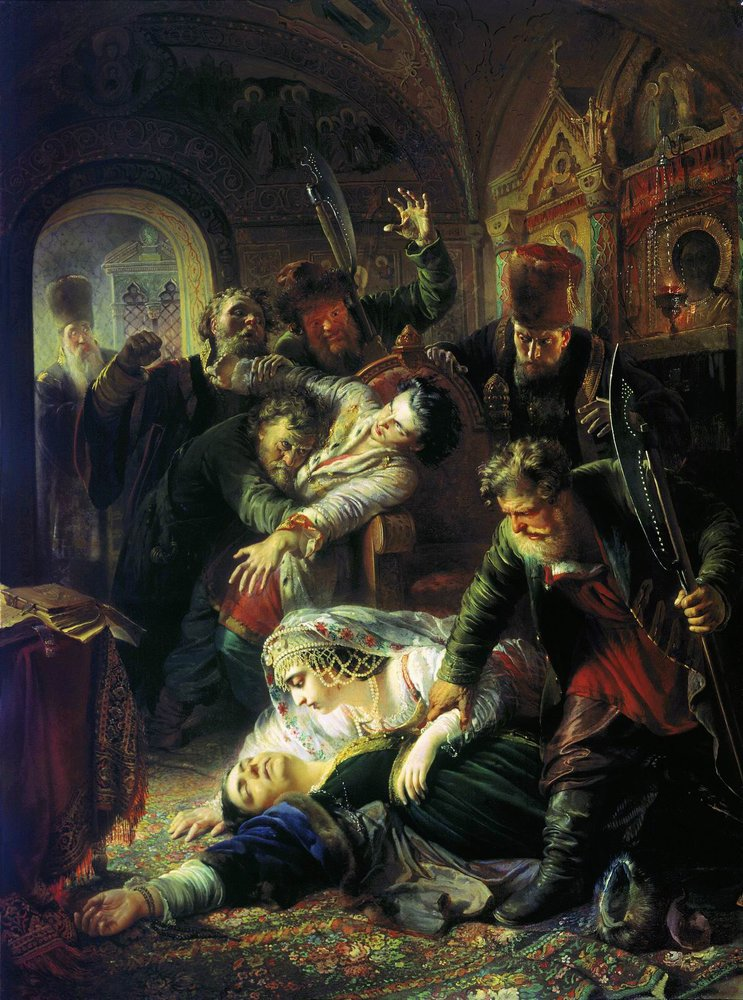
Mordet på Fjodor II av Ryssland och Maria Grigorievna Skuratova-Belskaja, av Konstantin Makovsky (1862).

Maria Grigorievna Skuratova-Belskaja, född omkring 1552, död 10 juni (gamla stilen)/20 juni (nya stilen) 1605, var en rysk tsaritsa, gift med tsar Boris Godunov. Hon var Rysslands regent för sin omyndiga son Fjodor II av Ryssland mellan 13 april och 1 juni 1605. 

## Biografi
Maria var dotter till Ivan den förskräckliges favorit Maljuta Skuratova, och Matryona. Giftermålet mellan Maria och Boris Godunov ägde rum år 1571. Hennes inflytelserika far arrangerade äktenskap åt alla sina tre döttrar som kunde ge familjen inflytande. Paret fick en dotter och en överlevande son, Fjodor. 
Hennes make besteg tronen 1 september 1598, vilket gjorde henne till tsaritsa och deras son till tronarvinge. Maria Fedorovna Pozharskaya var hennes omtalade gunstling. 
År 1604 tillkallade Boris änketsaritsan Maria Nagaja för att svara på om hennes son fortfarande var vid livet, och då hon svarade att hon inte visste, ska hon ha attackerats fysiskt av Maria Grigorievna. 
Efter Boris död den 13 april 1605 blev hon regent för sin minderårige son Fjodor II. Dagen därpå, den 14 april, avlade hon folkets ed i sitt namn och sin sons namn. Hon och hennes son avsattes 1 juni 1605 till förmån för Falske Dmitrij. De förvisades till familjen Godunovs residens i Moskva, där de mördades tillsammans genom strypning. 